# Établissements Soulat
La famille Soulat — Jean Soulat 1852-1936, né à Saint-Pierre-les-Étieux, marié en 1878 à Gabrielle Rajneri, leurs fils Georges 1881-1965, André 1888-1977 et Fernand 1894-1917, mort pour la France — est une famille française, originaire du Cher, d'inventeurs, fondateurs, industriels français, pionniers de l'électromécanique.

## Débuts

### Électrification
La fin du XIXe siècle voit les grands progrès de la distribution électrique et de ses applications. D'abord réservées à l'éclairage, celles-ci s'étendent aux moteurs domestiques, aux ascenseurs, à la petite industrie. L'électricité devient l'outil essentiel de la vie moderne.
« Dans ces conditions nouvelles, il a fallu créer une série d'appareils servant à la mesure de l'énergie électrique fournie aux consommateurs et dépensée par les appareils [...]. »
— Édouard Hospitalier, Les compteurs d'énergie électrique.

### Du temps horloger au temps de l'électricité

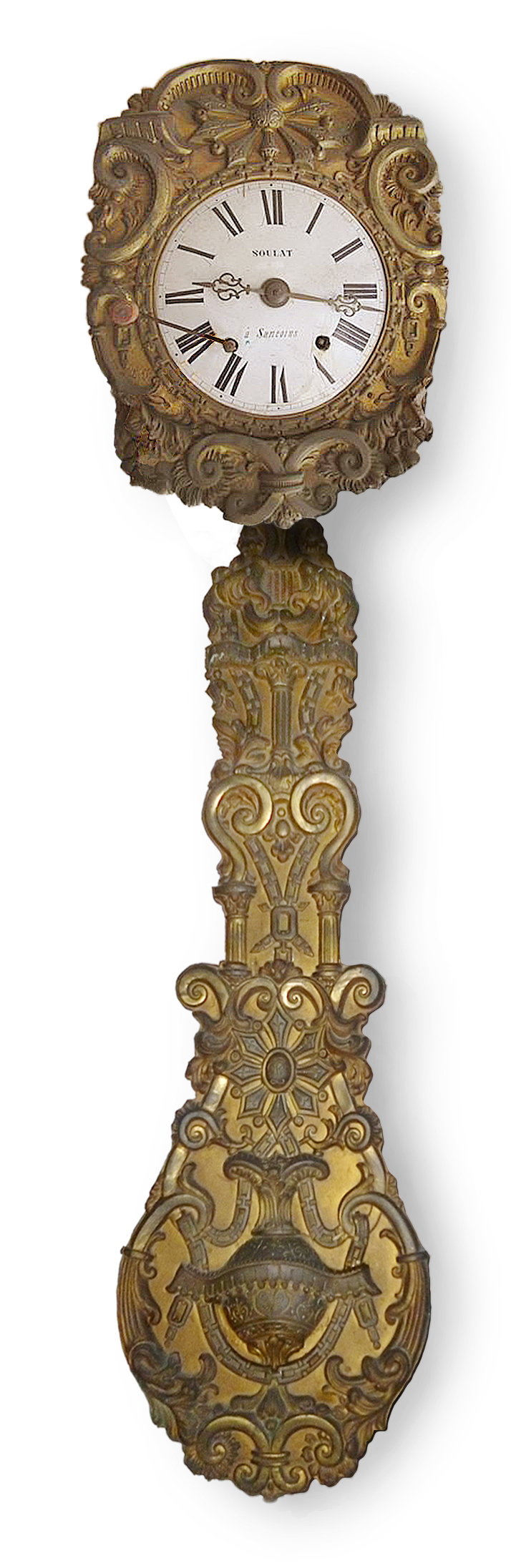
Horloge comtoise, cadran émaillé, inscription Soulat Sancoins, balancier référence chainette.
Coll. Jean-Pierre Guittonneau.

En 1881, Jean Soulat est horloger à Sancoins (Cher) ; il tient un magasin et un atelier d’horlogerie. Il vend entre autres des comtoises, des piles, des sonneries, des boutons d'appels...

#### Compteur de temps
Il développe et fabrique dans son atelier des compteurs électriques : un mouvement d'horlogerie à échappement à cylindre déclenché par un levier, interrupteur qui met en route le compteur. Les lampes sont fournies par le fabricant d'énergie électrique aux propriétaire des lieux, suivant son contrat. Inventeurs et ingénieurs, les Soulat ne cesseront d'innover dans leur activité. En 1889, Jean Soulat dépose un brevet pour un compteur de temps du passage des courants électriques,.

Compteur horaire d'électricité
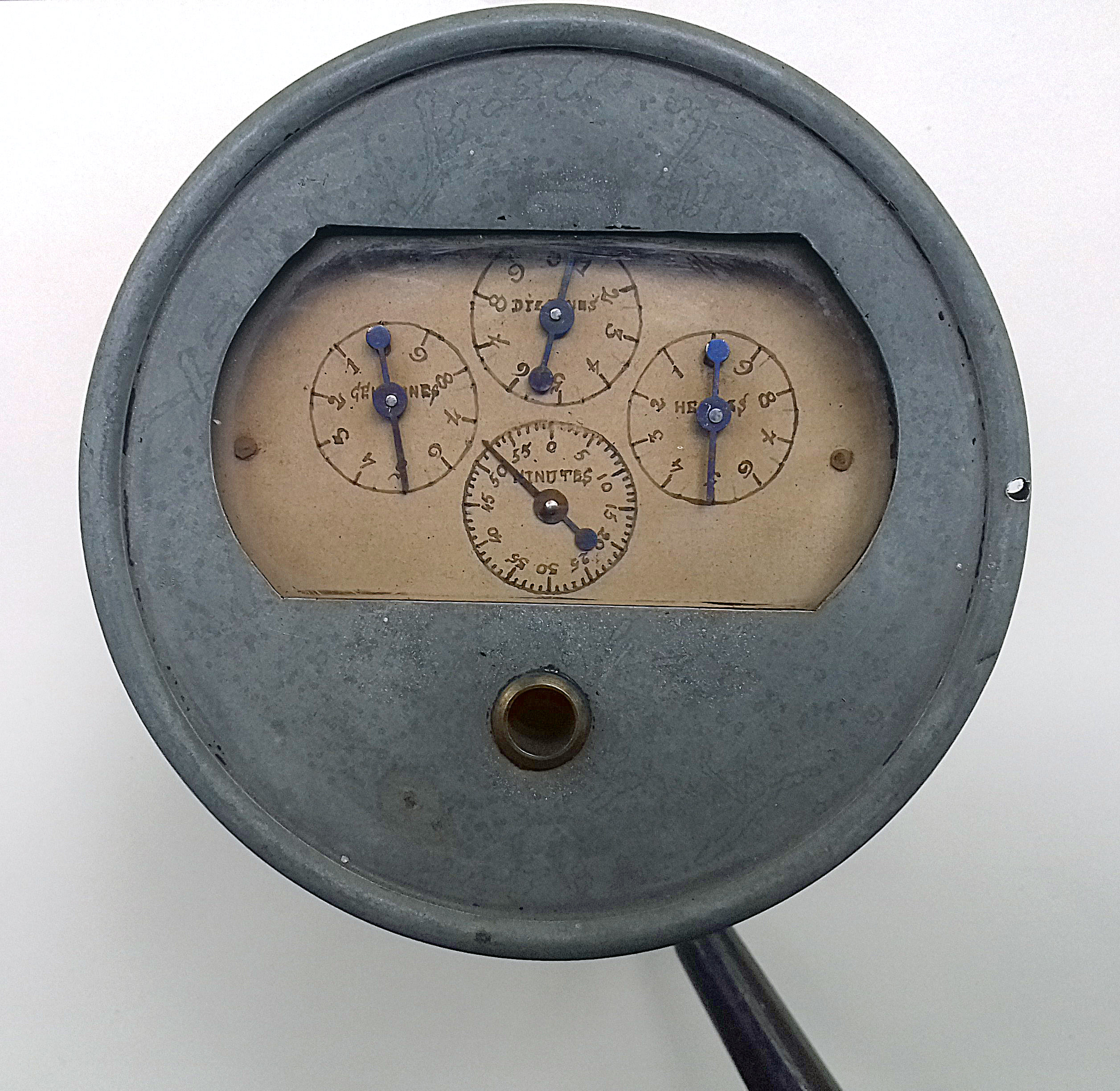
Compteur de temps du passage des courants électriques breveté Soulat, 1889, quatre index sur support carton. Coll. J.-P. Guittonneau.
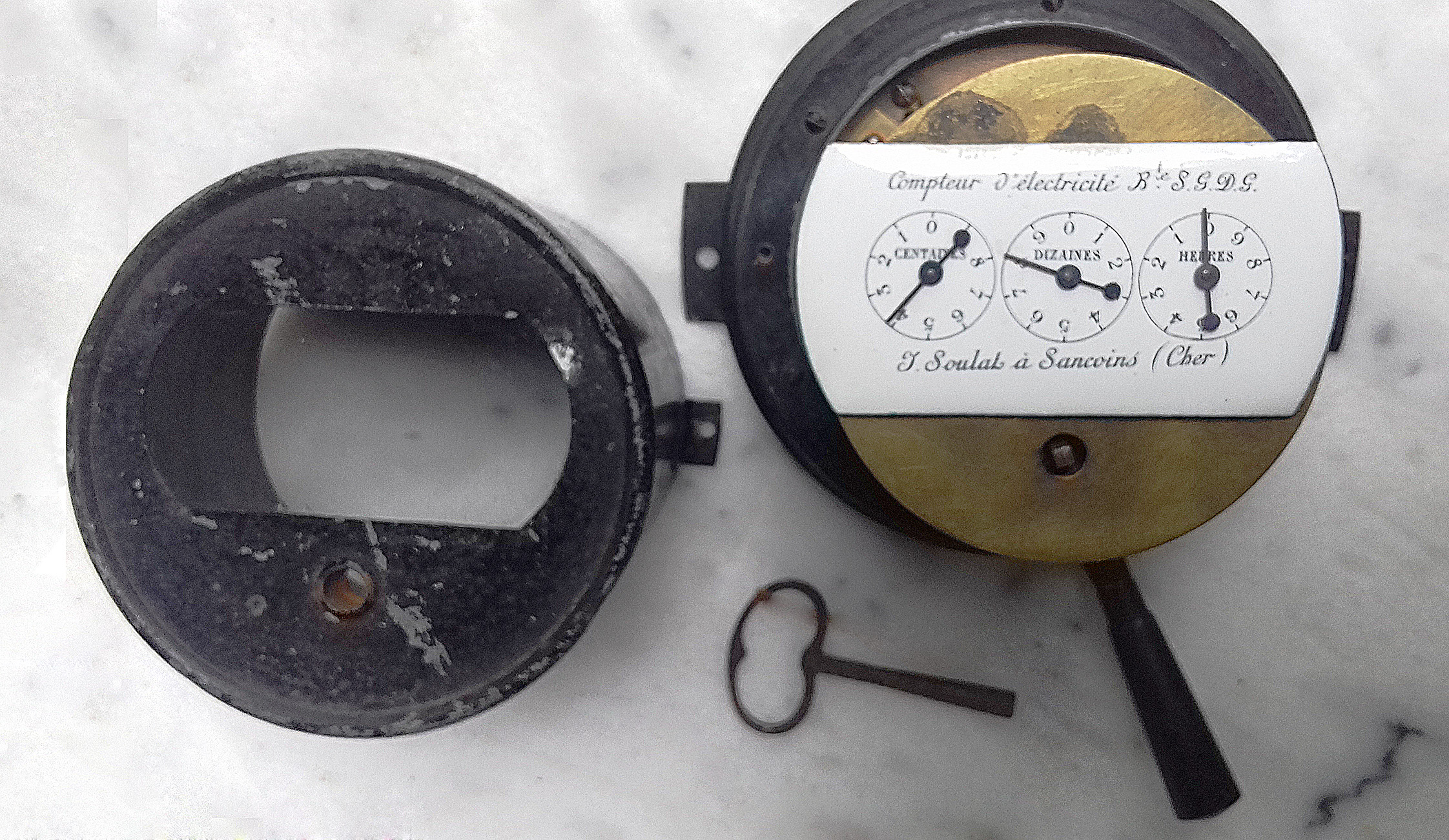
Compteur de Temps Soulat, trois index sur support émaillé. Coll. J.-P. Guittonneau.

#### Communauté de l'électricité
Les premières revues spécialisées La Lumière électrique et L'Électricien fédèrent une communauté technicienne de l'électricité. Articles sur les inventions, les innovations, rapports des sociétés savantes, colloques, courrier des lecteurs, bibliographies, brevets fond la promotion de l’électrification. Les titres se multiplient à la suite de l’engouement suscité par l’Exposition internationale d'Électricité de Paris en 1881.
Jean Soulat correspondra avec la revue L’Électricien au sujet de son travail sur le compteur horaire d'électricité. Son compteur est présenté par Édouard Hospitalier, créateur et rédacteur en chef de L'Électricien, à l'exposition annuelle de 1891 de la Société française de physique.

### Appareillage électrique
Les dépôt de brevets s'enchaînent : 1895, parafoudre pour appareils et lignes électriques ; 1898, dispositif d'électro-aimant pour coupe-circuits ; 1899, mécanisme de payement préalable pour compteurs. À la pointe de la modernité, la maison Soulat se spécialise dans l'appareillage électrique.

#### Éclairage public
Dans la concurrence pour gagner les marchés d'éclairage public aux compagnies d'éclairage au gaz, les compagnies d'électricité avancent les arguments de baisse du coût et de modernité. En 1895, Jean Soulat collabore avec la municipalité d'Agen sur un projet d'éclairage électrique de la ville. La société d'Éclairage au gaz d'Agen, concessionnaire, conteste en justice le projet qui échoue.

#### Dieppe

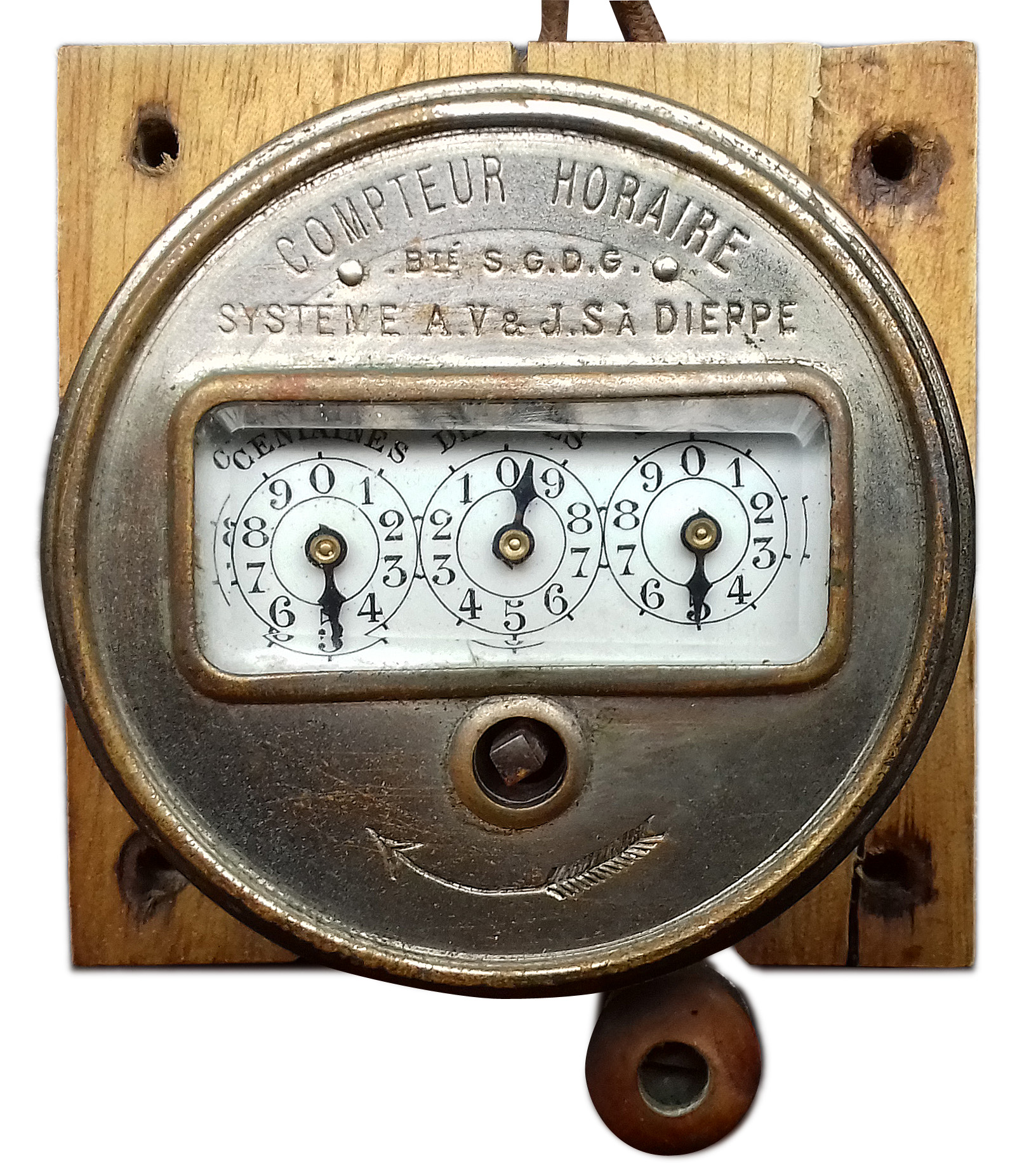
Compteur horaire d'électricité Albert Villon & Jean Soulat, Dieppe, 1900..

En 1896, la famille s'installe à Dieppe (Seine-Maritime). La région, en particulier Saint-Nicolas-d'Aliermont, est un bassin industriel horloger ; Jean Soulat cherche à y développer son activité. Il collabore avec Albert Villon, fondateur de la future société Réveils Bayard, au perfectionnement du compteur horaire et à un dispositif de contrôle des gaz et des liquides.

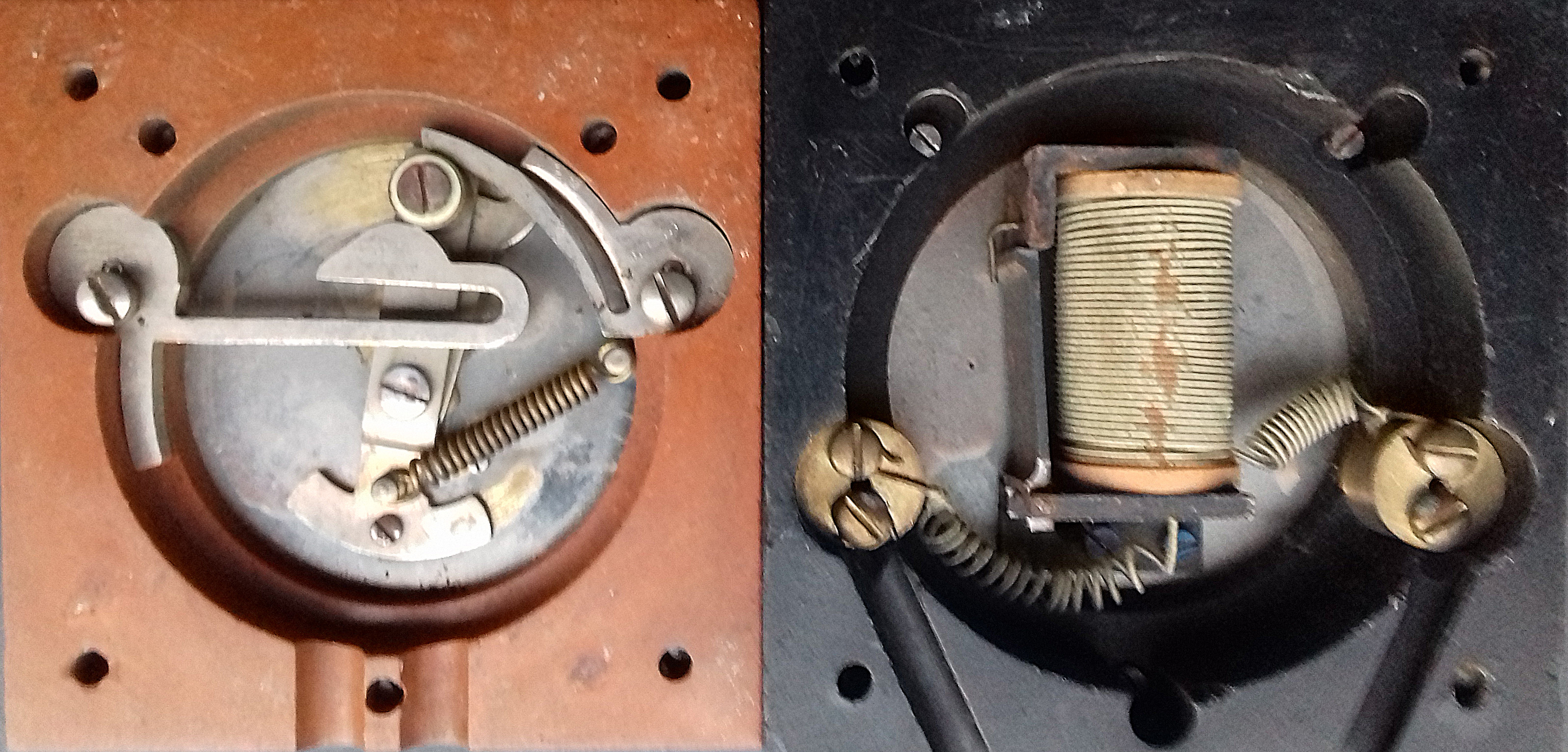
Compteur horaire d'électricité Albert Villon & Jean Soulat, mécanismes d'horlogerie par échappement, remontée manuelle. Déclenchement par interrupteur à bascule ou (boîtier noir) délenchement électrique avec un électro-aimant..

#### Paris
À partir de 1905, la Maison Soulat s'installe à la capitale, au 25 rue Michel-le-Comte dans le 3e arrondissement. En 1928, le siège social est déplacé au 53 rue Planchat et un site de fabrication créé au 126 boulevard de Charonne  dans le 20e arrondissement.

## Pendant la Grande Guerre

### Société Chainat Soulat & Cie
En 1917 Jean Soulat et André Chainat, aviateur, as de la Première Guerre mondiale éloigné des combats à la suite de ses blessures, s'associent pour créer la société Chainat Soulat et Cie spécialisée dans la fabrication de tachymètres pour l'armée de l'air. La fin de la guerre met un terme à l'activité de la société.

### LaGuerche-sur-l'Aubois
Pour l'effort industriel de guerre André, en 1917, et Georges, en 1918, quittent le front pour être détachés à la manufacture. Ils établissent une usine à La Guerche-sur-l'Aubois dont Georges Soulat prend la direction.

## Industrialisation

### Établissements Soulat Frères
Jean Soulat se retire des affaires et transmet la direction de l'entreprise à ses fils. En 1920, ils constituent la société Soulat Frères, fabrication et vente d'appareils électriques, mécaniques et d'horlogerie.

Cartes commerciales Soulat Frères
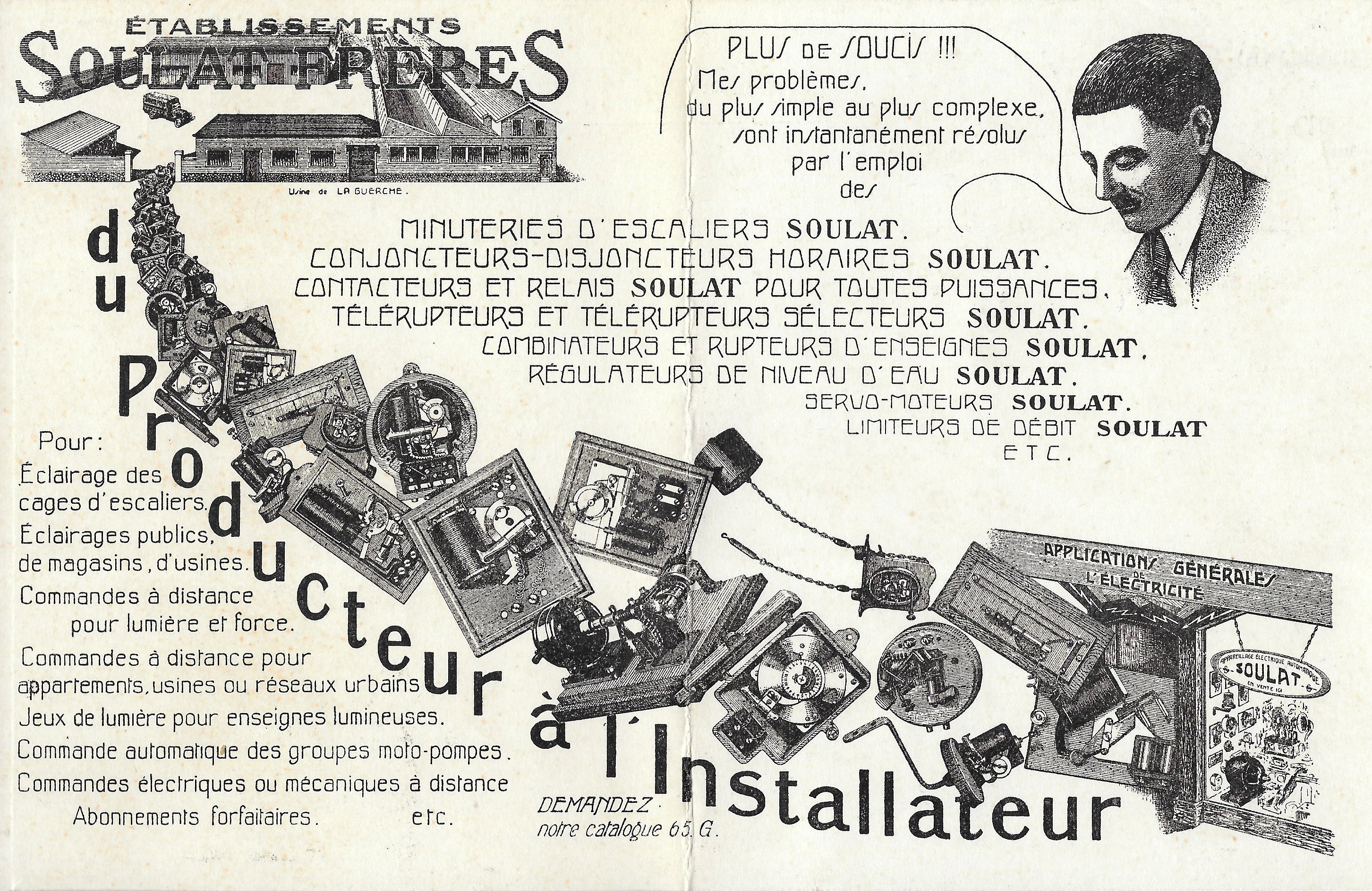
Publicité , 1930. Coll. J.P. Guittonneau.
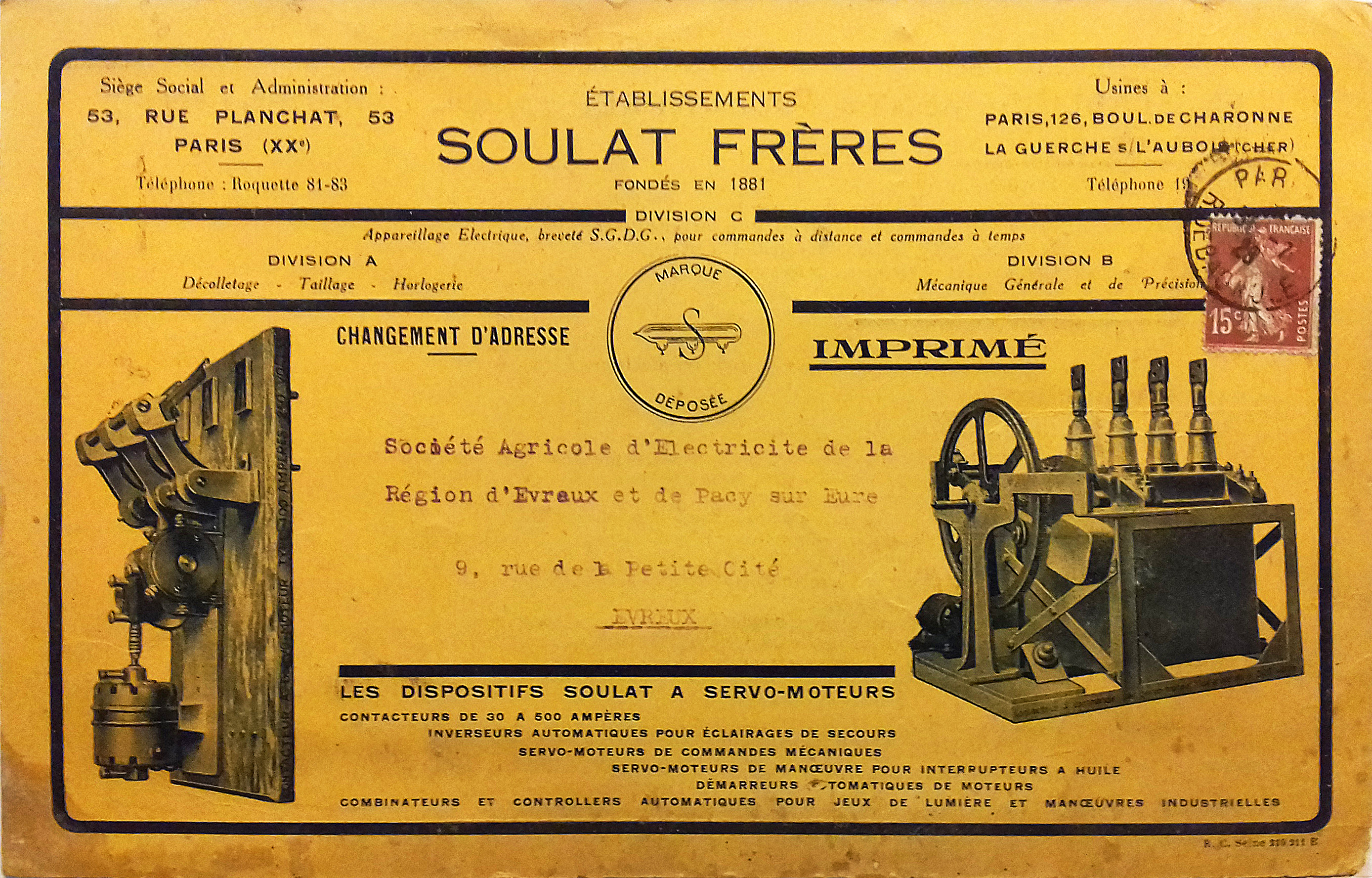
Les dispositifs à servo-moteurs.
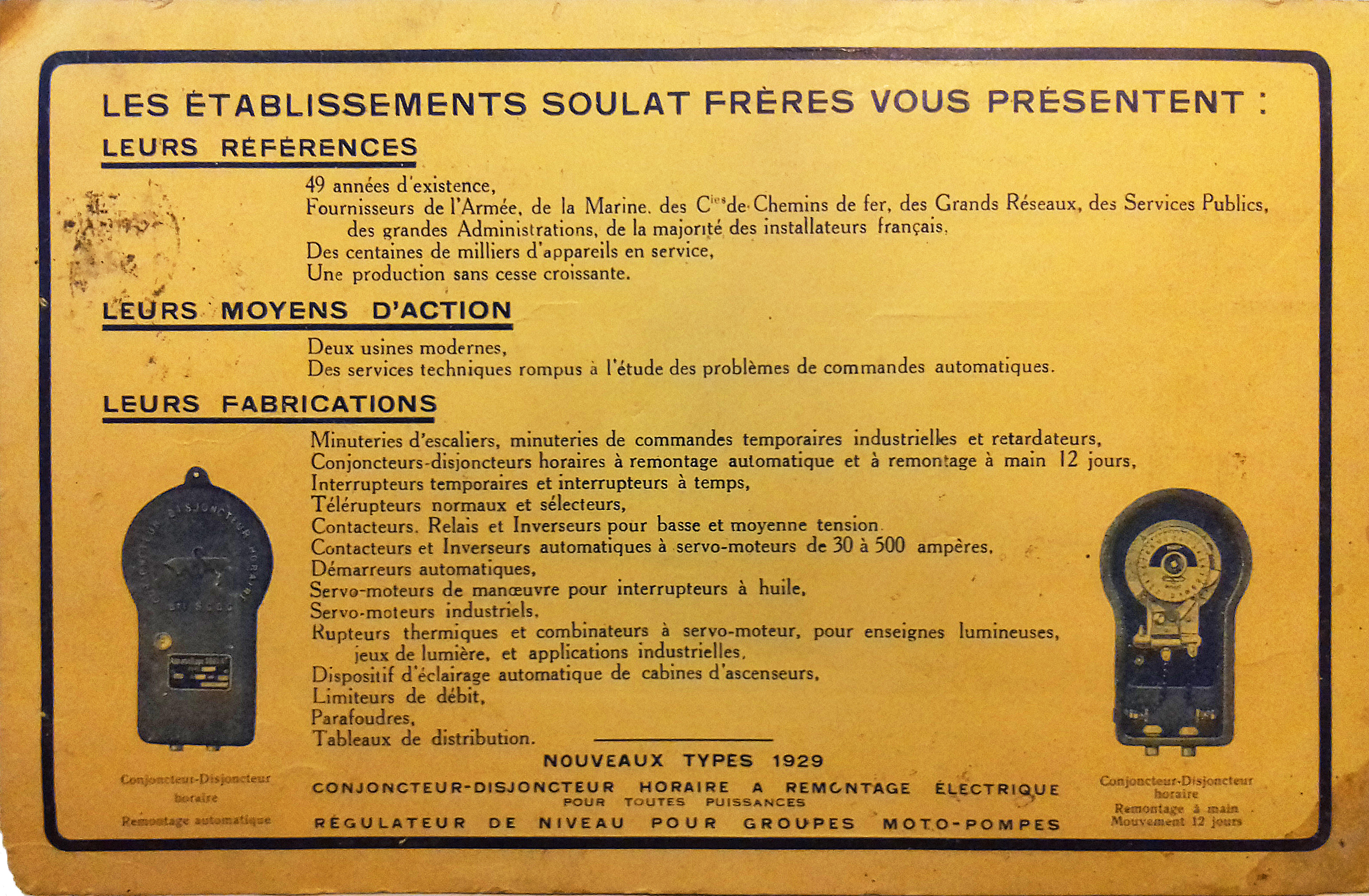
Des centaines de milliers d'appareils en service, 1928.
Entête de courrier, 1957.

### Contacteur au mercure
Le logotype des établissements Soulat Frères dessine, derrière un « s » capitale, un contacteur inverseur au mercure stylisé. Ce système d'interrupteur qui permet d'ouvrir et de fermer un circuit en basculant une ampoule de mercure se retrouve dans les appareils de commande Soulat.

#### Minuterie

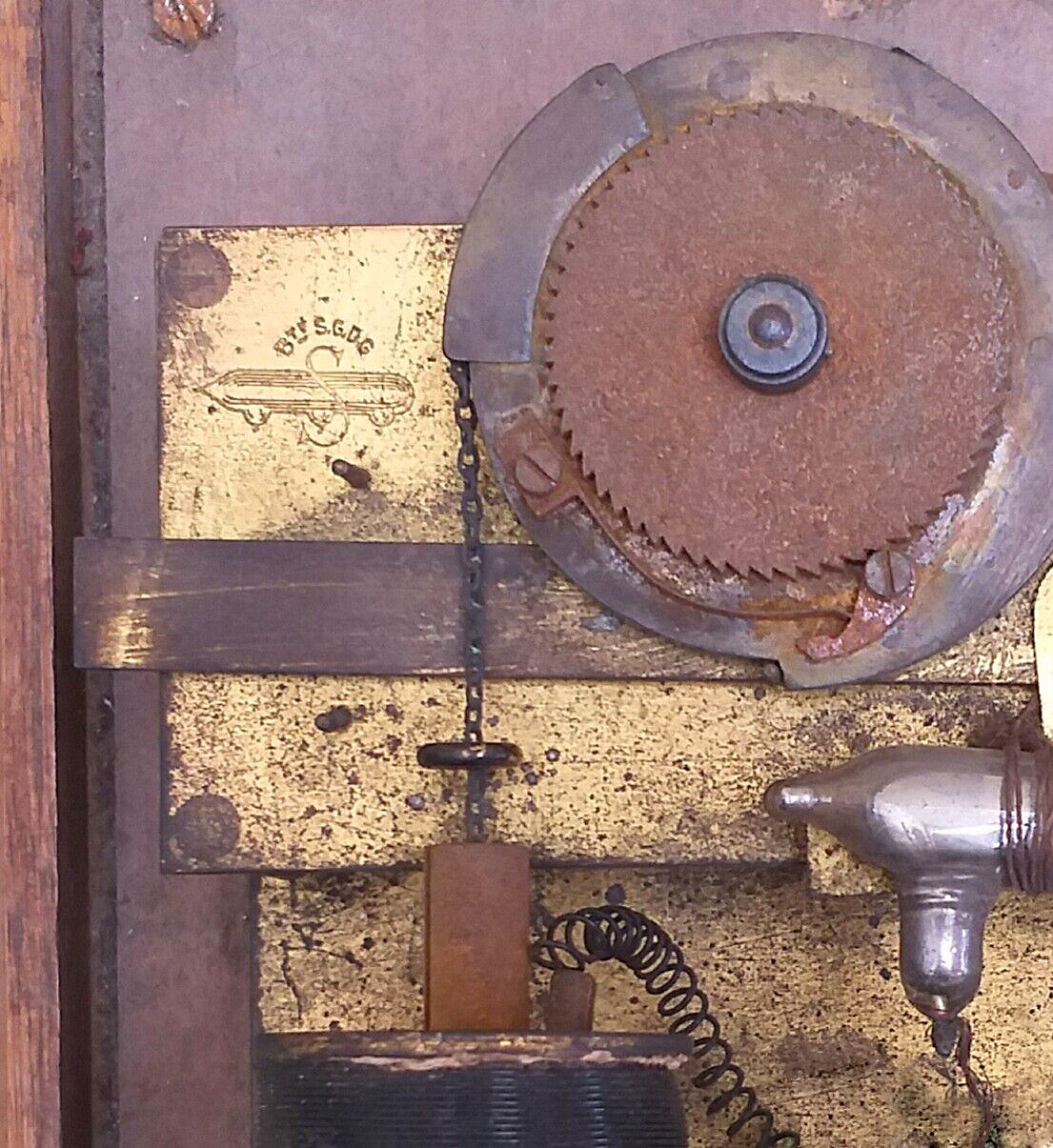
Minuterie automatique Soulat Frères pour escalier, détail de la mécanique, ampoule de mercure (en bas à droite), estampé logo Soulat. Coll. J.-P. Guittonneau.

Appliqué à l'éclairage, le montage avec minuterie permet d'allumer une ampoule sans se préoccuper de l'extinction automatisée.
Un électro-aimant, commandé par des boutons sur le circuit, remonte et déclenche un mouvement d'horlogerie qui par l'intermédiaire d'une came bascule un tube de verre contenant du mercure. La position du tube ouvre ou ferme le circuit.

#### Télérupteur
Sur un réseau d'éclairage, le télérupteur, commandé par les impulsions électriques de boutons poussoirs, ferme et ouvre le circuit.
Son électro-aimant, à l'aide d'une came, bascule un tube à mercure,,.
« La mise au point du rupteur à mercure [...] a permis aux ingénieurs de la Maison Soulat d’établir un excellent télérupteur [pour des commandes sélectives] à distance, [...] d'allumer ou éteindre une lampe ou un groupement de lampes, de faire fonctionner des signaux sonores, lumineux, des signaux mécaniques [...] pour chemins de fer, de contrôler la marche d’un moteur, etc. »
— Maurice Méry, Perfectionnements aux minuteries et aux télérupteurs électriques.

### Début du courant porteur
Si la mise en place de plusieurs circuits électriques, avec des caractéristiques d'alimentation différentes, sur un même réseau de distribution existe déjà, les dispositifs de commande à distance sélectif à travers les réseaux de distribution n'apporte pas encore de résultat industriel satisfaisant.
Au début des années vingt, Edmond Allain-Launay ingénieur en chef des services électriques de la Compagnie générale du gaz pour la France et l'étranger et les ingénieurs des établissements Soulat apportent une solution fiable et économique au problème de commande sélective à distance d'un éclairage avec des télérupteurs-sélecteurs sans fil pilote commandés par courant à bas voltage,,.
Le réseau de distribution est utilisé comme un réseau téléphonique. Un réseau de sélection et un réseau de commande interconnectés par des relais permettent de piloter l'allumage et l'extinction des lampadaires d'un réseau d'éclairage public.

Appareillage Soulat Frères
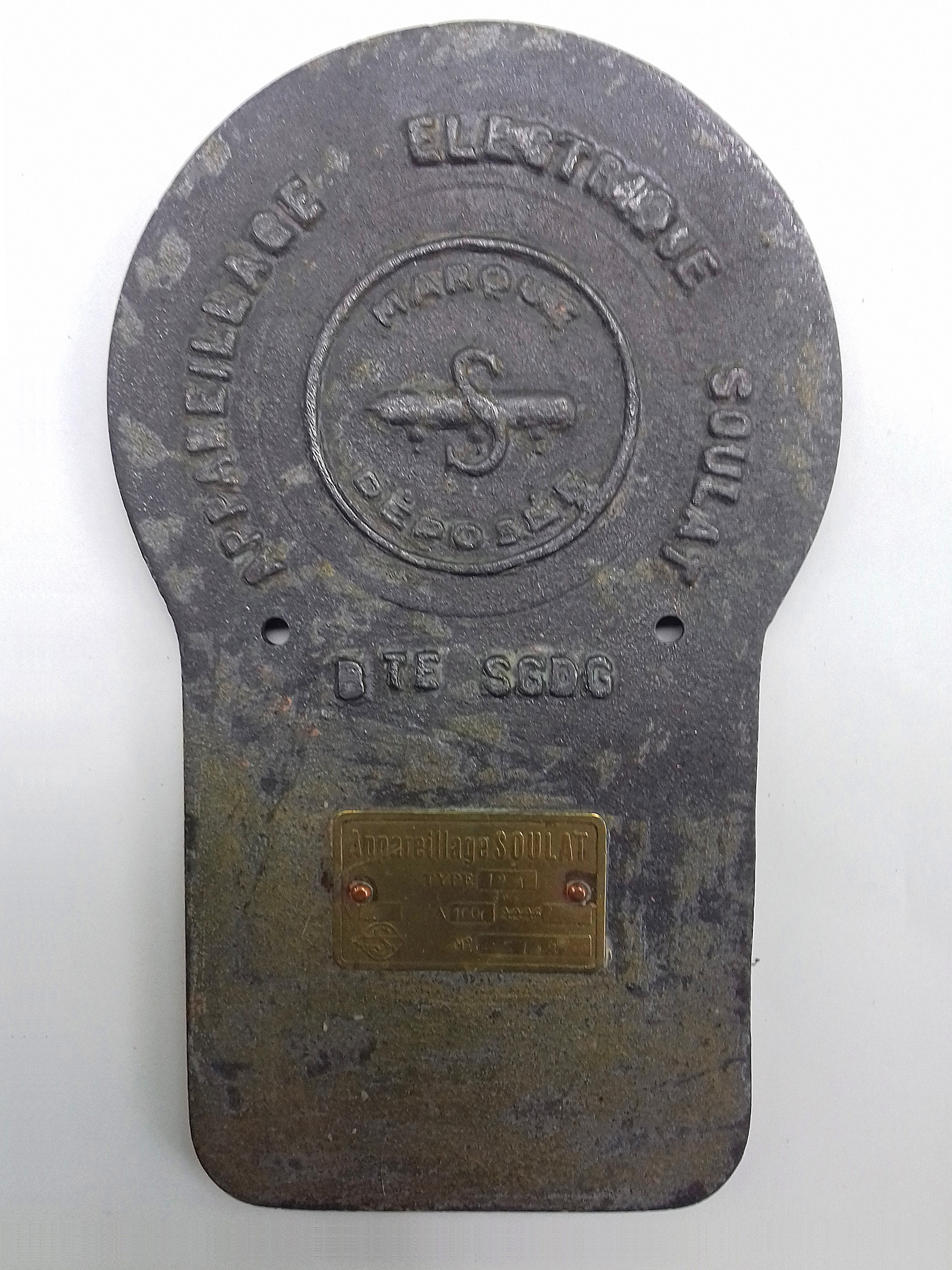
Conjoncteur disjoncteur horaire, boîtier en fonte, 1928. Coll. J.-P. Guittonneau.
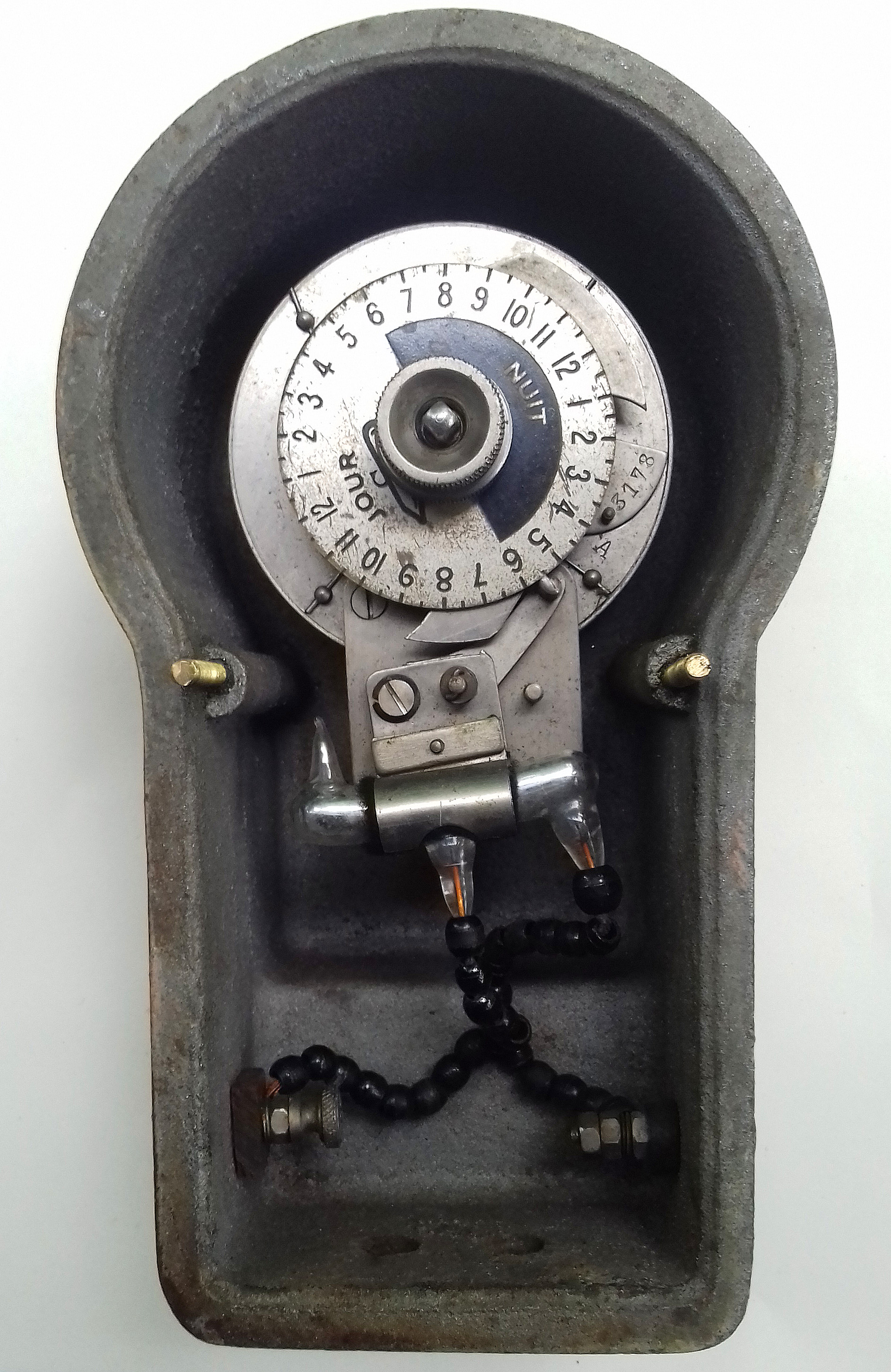
Conjoncteur disjoncteur, mécanisme, remontage manuel, mouvement 12 jours.
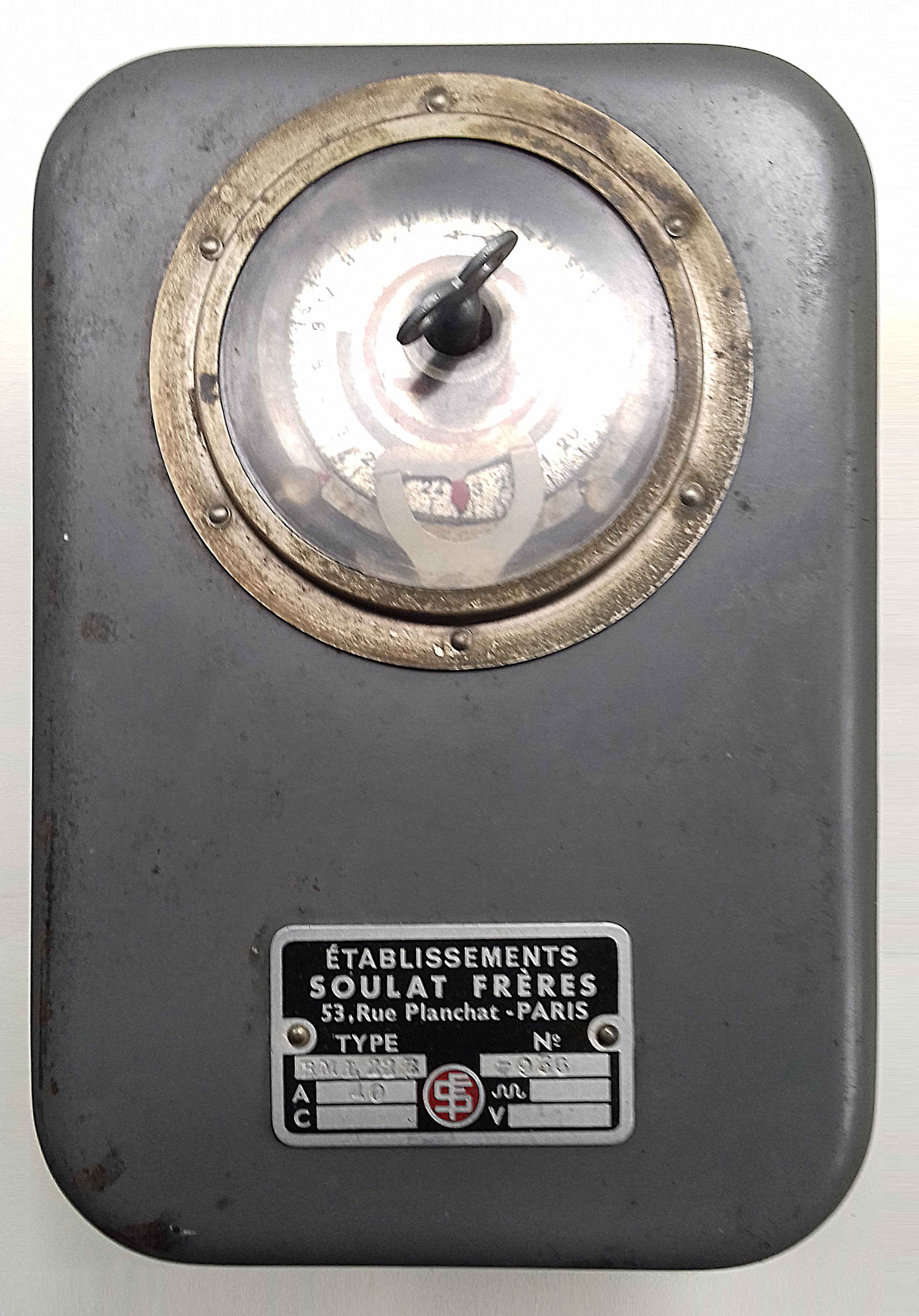
Minuterie Soulat Frères, 220 volts, 10 ampères, années 1950, boîtier en tôle. Coll. J.-P. Guittonneau.
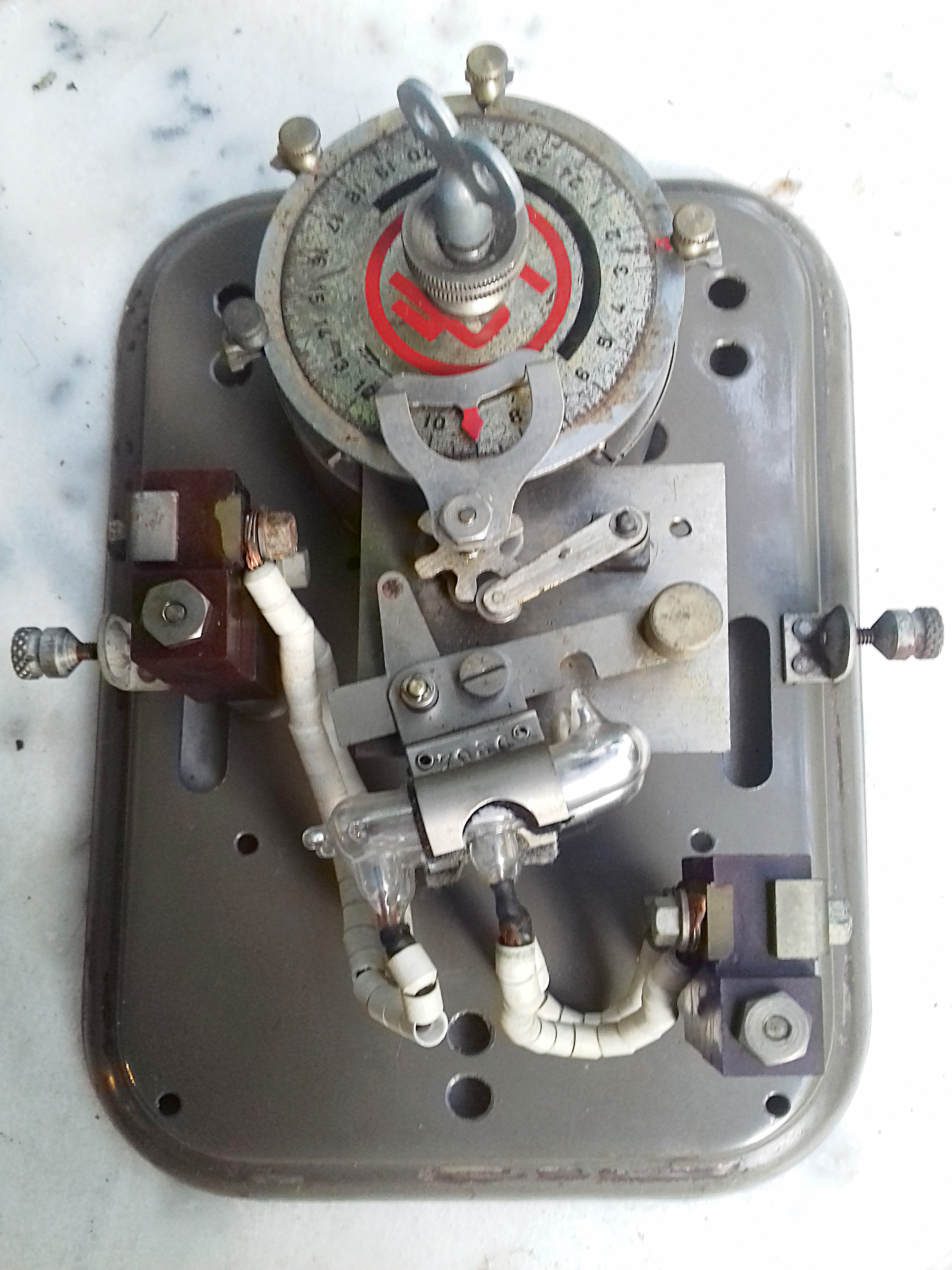
Mécanisme, mouvement d'horlogerie, remontage manuel, deux déclenchements toutes les 24 h, contacteur au mercure.

### Illuminations Jacopozzi

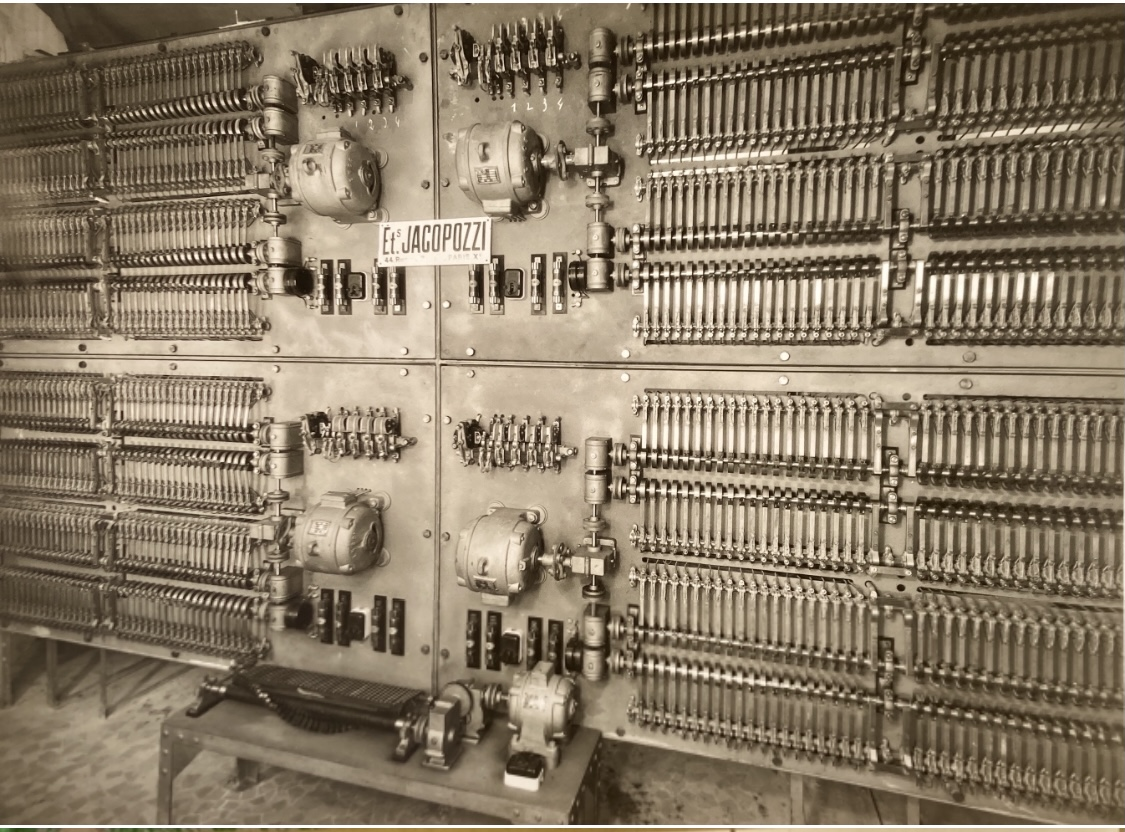
Tableau de commande équipé de combinateurs Soulat pour les éclairages de la Maison de France par les établissements Jacopozzi, 1931.

Création du magicien de la lumière, Fernand Jacopozzi, les jeux de lumières de la tour Eiffel de l’Exposition des arts décoratifs de 1925 et des scènes animées des grands magasins, sont équipées par des combinateurs à servo-moteurs étudiés et construits par les entreprises Soulat Frères.

Catalogue Soulat Frères, 1930
Couverture. Coll. J.-P. Guittonneau.
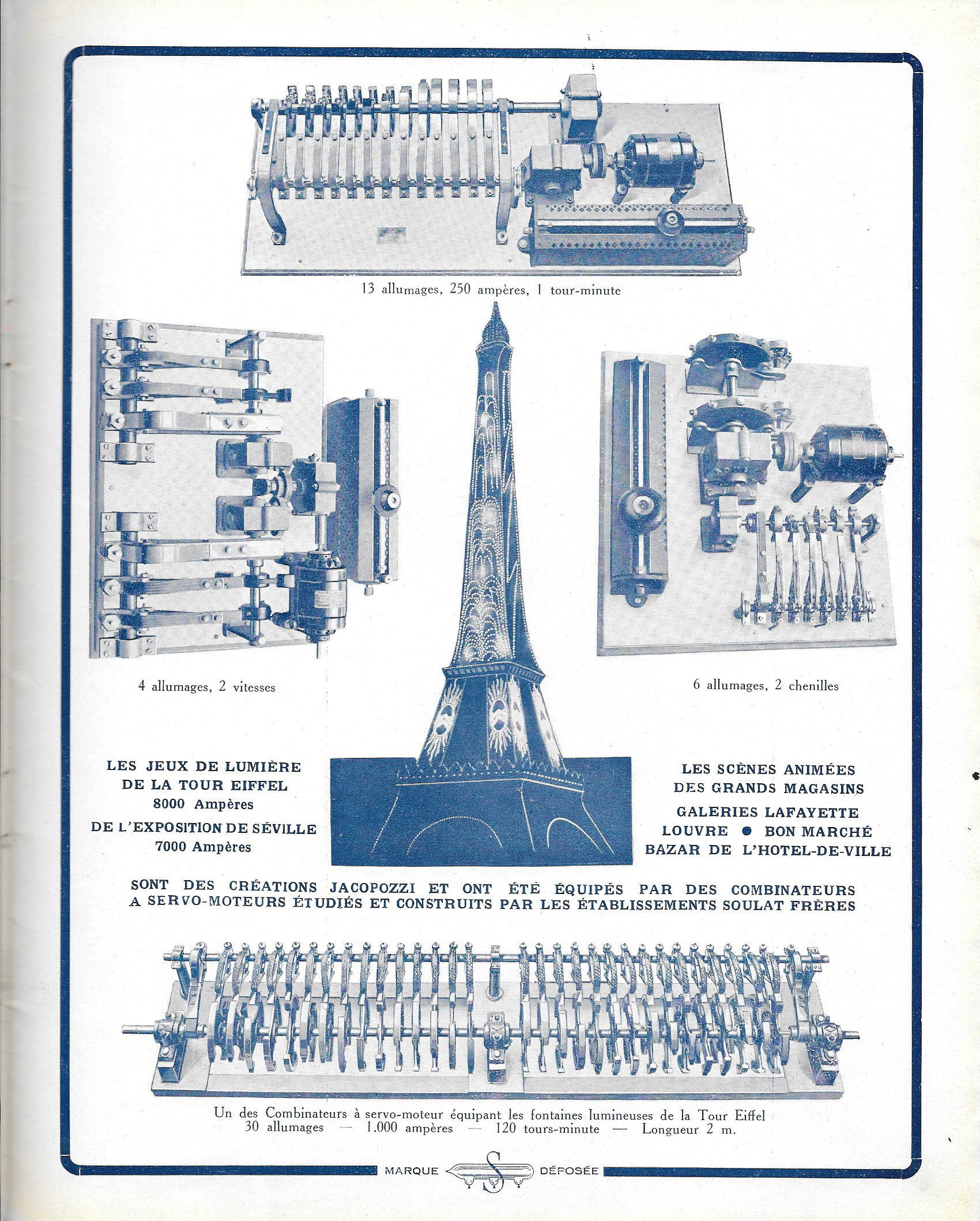
Combinateurs utilisés pour l'illumination de la tour Eiffel.

### Travaux publics
Les établissements Soulat collaborent avec les sociétés de distribution de l'énergie électrique Nord-Lumière et Force et Lumière sur des travaux de réseaux d'éclairage public. Ceux de la route nationale no 185 de Paris à Versailles par Ville-d'Avray se terminent en 1934,.

#### Fin d'une époque

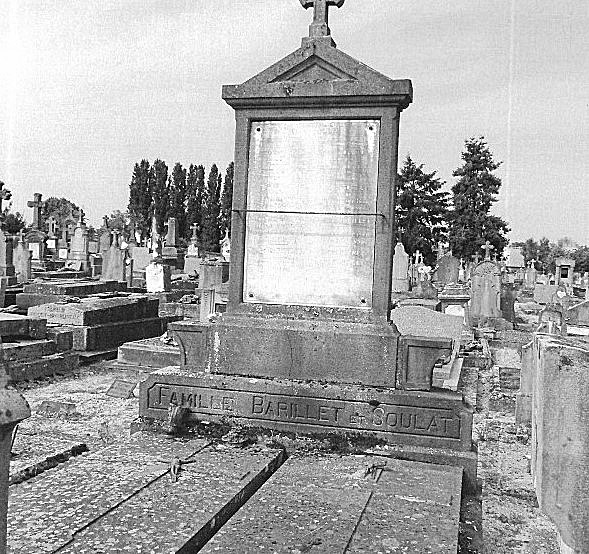
Jean Soulat est inhumé en 1936 au caveau de famille du cimetière de Sancoins dans le département du Cher.

André et George Soulat cessent leur activité professionnelle et quittent l'entreprise dans les années cinquante. Ils n'ont pas de descendant, l'aventure entrepreneuriale familiale se termine.
George Soulat, installé à La Guerche-sur-l'Aubois de 1918 à 1964, conseiller municipal en juin 1940, est délégué pour remplacer le maire de La Guerche. Fonction qu'il occupera jusqu'en 1944.
André Soulat est maire de la commune d'Aubergenville de 1947 à 1953, dans le département des Yvelines, où il réside.

### Miniaturisation et électronique
Les établissements Soulat Frères continuent une activité de mécanique de précision pour les compteurs d'eau, la fabrication de relais miniatures et de cartes électroniques jusqu'en 2001.

Relais miniature fabriqué à l'usine de La Guerche-sur-l'Aubois.
Relais miniatures Soulat Frères sous blister.  Coll. J.-P. Guittonneau.

## Annexe